# Partit Socialdemòcrata Independent d'Alemanya
El Partit Socialdemòcrata Independent d'Alemanya (Unabhängige Sozialdemokratische Partei Deutschlands, o USPD) va ser un efímer partit polític socialdemòcrata de l'Imperi alemany i la República de Weimar.

## Història
La seva història va començar el 21 de desembre de 1915, quan 20 membres del Partit Socialdemòcrata d'Alemanya (SPD) en el Reichstag van votar en contra de l'autorització de més crèdits per al finançament de la Primera Guerra Mundial, el que va fer augmentar les tensions existents entre els líders del partit i la seva fracció més esquerrana, liderada per Hugo Haase i contrària a la guerra, que finalment va produir-ne l'expulsió del SPD el 24 de març de 1916.
Per a poder continuar la seca tasca parlamentària, el grup va formar el SAG (Sozialdemokratische Arbeitsgemeinschaft) o Grup de Treball Socialdemòcrata. La continuació de les tensions amb el SPD va conduir a la creació de l’USPD el 6 d'abril de 1917, en la Conferència de Gotha, en la qual es va nomenar Hugo Haase com a primer president; al nou partit se li va unir també la Lliga Espartaquista, encara que mantenint una certa autonomia. Per a evitar confusions, al SPD se li va denominar a partir de llavors com MSPD o SPD majoritari (Mehrheits-SPD). A partir de la vaga de gener de 1918 - en la qual es demanava la fi de la guerra i una millor política d'aprovisionament - organitzada per revolucionaris afiliats a l'USPD i oficialment protegida per aquest partit, l’USPD va arribar la xifra de 120.000 membres.
Malgrat el seu continu enfrontament amb el SPD a causa de la col·laboració d'aquest amb el govern, l'USPD hi va arribar a un acord a l'inici de la Revolució Alemanya de novembre de 1918, arribant fins i tot a formar part del govern subsegüent en la forma del Consell de Diputats Obrers (Rat der Volksbeauftragten), format el 10 de novembre i en el qual van participar Friedrich Ebert i Hugo Haase. No obstant això, aquest acord no va durar gaire temps. El 29 de desembre de 1918, i com protesta per l'actuació del SPD durant el motí militar de Berlín del 23 de novembre, Hugo Haase, Wilhelm Dittmann i Emil Barth van abandonar el Consell. Al mateix temps, la Lliga Espartaquista de Rosa Luxemburg i Karl Liebknecht es van separar de l'USPD per a unir-se amb altres grups d'extrema esquerra i formar el KPD, el Partit Comunista d'Alemanya (Kommunistische Partei Deutschlands).
Durant les eleccions a l'Assemblea Nacional el 19 de gener de 1919 - en la qual el SPD va quedar com el partit més fort amb el 37,9% dels vots - l'USPD només va aconseguir el 7,6%. Malgrat això, el fort suport d'aquest partit a la formació d'un govern a través d'un sistema de consells (Räterepublik) en comptes d'una democràcia parlamentària, va atreure molts membres del SPD, la qual cosa va fer que en la primavera de 1920 l’USPD creixés fins als 750.000 militants, arribant a un 17,9% de votants durant les eleccions parlamentàries del 6 de juny de 1920, la qual cosa li va permetre formar un dels grups més grans en el Reichstag, només superat pel SPD, el qual va obtenir un 21,7% del vot.
AL mateix temps, i no obstant això, va sorgir un controvertit debat en el partit per la conveniència o no d'unir-se al Komintern; molts militants sentien que els requeriments d'aquesta unió provocarien una pèrdua de la independència del partit a l'haver de seguir els "dictats de Moscou", mentre que uns altres - especialment els membres més joves, com Ernst Thälmann - argumentaven que aquesta unió permetria al partit fer realitat les seves ideals socialistes.
El 4 de desembre de 1920, l'ala esquerrana del partit, amb uns 400.000 membres, es va unir al Partit Comunista d'Alemanya (KPD) formant el VKPD o Partit Comunista Unit d'Alemanya (Vereinigte Kommunistische Partei Deutschlands), mentre que l'altra meitat amb uns 340.000 membres i en la qual estaven les tres quartes parts dels 81 diputats del Reichstag, van continuar amb la denominació d’USPD. Aquesta fracció moderada de l’USPD, liderada per Georg Ledebour i Arthur Crispien que defensava la democràcia parlamentària, va participar en la creació de la Unió de Partits Socialistes per a l'Acció Internacional en 1921. AL mateix temps, les diferències polítiques entre el SPD i l’USPD disminuïen.
Després de l'assassinat del ministre d'afers exteriors Walter Rathenau per l'extrema dreta al juny de 1922, els seus respectius grups parlamentaris en el Reichstag van formar un únic grup de treball el 14 de juliol de 1922; dos mesos més tard, el 24 de setembre, els dos partits es van unir oficialment després de la convenció de Nuremberg, prenent el nom de Partit Socialdemòcrata Unit d'Alemanya o VSPD (Vereinigte Sozialdemokratische Partei Deutschlands), nom finalment escurçat a SPD el 1924. L'USPD va continuar com a partit independent amb Georg Ledebour i Theodor Liebknecht, que van refusar treballar al costat del SPD, però mai més van obtenir resultats significatius, la qual cosa els va dur a incorporar-se al Partit Socialista dels Treballadors d'Alemanya o SAPD (Sozialistische Arbeiterpartei Deutschland) el 1931.
Membres notables en aquest partit han estat: 
- Emil Barth
- Eduard Bernstein
- Arthur Crispien
- Wilhelm Dittmann
- Kurt Eisner
- Hugo Haase
- Karl Kautsky
- Georg Ledebour
- Karl Liebknecht
- Theodor Liebknecht
- Rosa Luxemburg
- Karl Korsch